# Leopold Brassin (fill)
Leopold Brassin (Estrasburg, 1843 – 1890) fou un pianista i compositor alemany.
Els seus pares eren cantants i foren els primers mestres. Els seus germans Louis i Gerard també foren músics. Fou pianista en la cort del duc Ernest II de Saxònia-Coburg i Gotha i després de l'escola musical de Berna. Escriví corals, música de cambra i per a piano.